# 安其邦
安其邦（1900年8月19日 – 1982年11月24日（？）），字巨屏，江蘇無錫縣人，中華民國海軍中校，抗日民族英雄。江陰會戰期間，曾在上海偷襲並重創了当时停靠在黄浦江面上的日軍“出雲號”裝甲巡洋艦，并且事后全身而退，極大地鼓舞了國人抗戰之決心與士氣。

## 生平
安其邦，生於大清光緒二十六年（1900年），江蘇省無錫縣人。曾先後就讀於南京海軍魚雷槍炮學校、煙臺海軍學校和吳淞海軍學校。民國十年三月（1921年），畢業於吳淞海軍學校（第十三屆），同期畢業的還有曾國晟、吳建彜、周應驄等人。安其邦畢業後即被任命為中華民國海軍部“定安號”運輸艦駕駛官。抗戰爆發後，轉任江陰區江防司令部下轄之電雷學校魚雷艇大隊大隊附，並成功計劃和實施了對日軍“出雲號”的偷襲任務。

## 背景

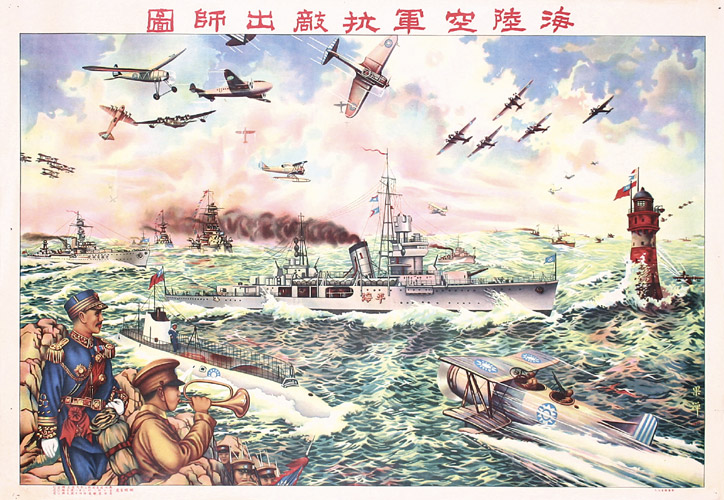
图为抗战时期宣传画

1937年抗戰全面爆發，江陰地區江防業務緊急。7月30日，國民政府軍事委員會密令，命電雷學校教育長歐陽格為江陰區江防司令。8月3日，司令部在江陰成立，就電雷學校所屬官兵編成魚雷快艇大隊、水雷大隊、通信大隊、技術大隊、工程大隊、運輸大隊、以及消防大隊。任務為積極從事各項江防部署，以屏障江陰要塞。其中魚雷快艇大隊由歐陽格本人兼任大隊長，安其邦中校任大隊附。大隊之下分為三個中隊，即文天祥中隊（每艘排水量14噸）、岳飛中隊（排水量54噸）、以及史可法中隊（排水量14噸），共有魚雷快艇11艘。

## 準備

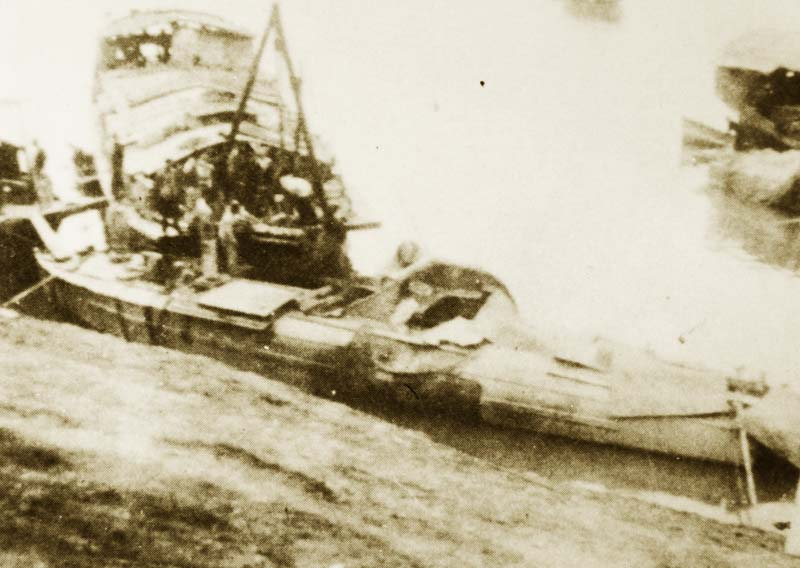
"史102"快艇出擊前的偽裝

1937年8月13日，日軍進攻上海。次日，安其邦中校領命率兩艘偽裝成商船的英制沿海魚雷快艇“史102”（艇長胡敬端）與“文171”（艇長劉功棣）由江陰內河出發，晝隱夜航，悄悄駛往上海，準備突襲日本第三艦隊旗艦“出雲號”。與此同時，歐陽格則乘汽車前往上海新龍華進行具體指揮。由於“文171”艇在途中發生故障，只好找了一個隱蔽之處停航搶修。為免貽誤戰機，“史102”艇則繼續向上海方向挺進。

## 遭遇挫折
為了達到奇襲的目的，歐陽格事先沒有通知國民政府沿江警衛部隊。結果“史102”艇沿途多次受阻，並遭到國民政府陸軍警衛部隊的槍擊。當“史102”艇行至十六鋪碼頭一帶時，被國民黨部隊設置的封鎖線攔住了去路，被迫返回龍華，第一次出擊失敗。
8月16日，行動組一面與國民政府沿江警衛部隊溝通，一面由安其邦中校等人到上海英租界的外灘公園一帶偵察“出雲號”的準確位置和江面情況。經過偵察，他們發現在“出雲號”周圍不僅有日本驅逐艦在巡防，外灘一帶還停泊著其他國家的軍艦和商船，情況十分復雜。此時，發生故障的“文171”艇已經修好，趕到了新龍華。為免雙艇出擊目標大，機動困難，最終決定仍由“史102”艇單艇出擊，對“出雲”艦實施魚雷攻擊。

## 突襲作戰

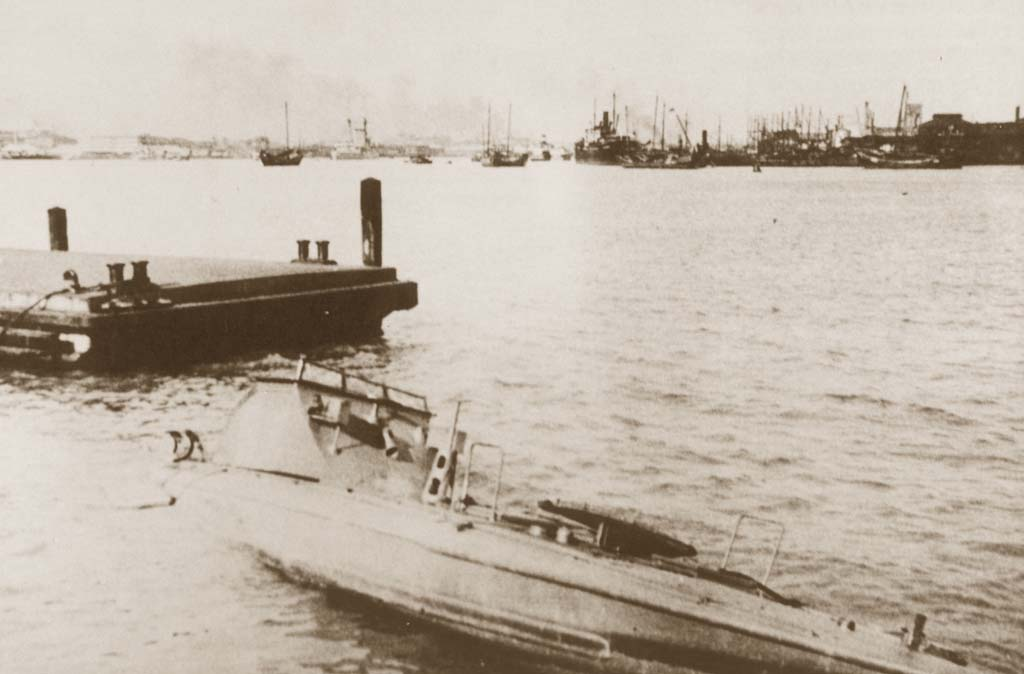
"史102"快艇任務後中彈沉沒，
背景為上海外灘九江路附近

8月16日晚八時，安其邦中校帶領“史102”快艇艇長胡敬瑞，乘坐該艇從新龍華出發，曲折穿駛十六鋪江面三道沈船堵塞線，並避開黃浦江上日軍第三艦隊擔任警戒砲艦之監視，直向陸家嘴方向急駛而去，在途經公共租界江面時一路避開英、法、義國艦船，直到行駛至南京路外灘。此時距“出雲號”僅300公尺，頂角50度，當即向“出雲號”瞄準，連續發射魚雷兩枚。由於“出雲號”周圍布設了嚴密的防護措施，魚雷未能直接命中目標，但劇烈爆炸激起的碎片擊傷了“出雲”艦尾舵，使其無法自航。魚雷爆炸後，“史102”艇以極度左後轉彎回駛，“出雲號”旋即以艦載火炮猛烈掃射。魚雷艇不幸被命中，船艙水湧，下沈於九江路外灘浦江碼頭附近，艇上官兵泅水離艇並與接應人員順利會和。此次行動僅士兵吳傑一人受傷。

## 事後反響
- 上海震動，各大報紙爭相報道。全國軍民抗日之決心得到極大鼓舞。
- “出云號”遇襲次日，日本第三艦隊司令官長谷川清下令日本艦艇“哨戒各地附近，尤其對中國海軍高速魚雷艇用機雷奇襲，更要嚴密警戒”。[9]
- 日方評價此次行動為“這是中國海軍唯一一次積極主動的攻擊”。[10]

## 战后人生
安其邦已婚已育，但在安罗茜很小的时候离异，而且经过八年抗战，其家人几乎全部遇难，只有女儿安罗茜（1934-）幸存。
后来安其邦随商船抵达印度真奈后，便没有再回去中国，而在真奈先后经营两家中餐馆，并以当地唯一懂中英双语的华人支持当时有80户华人居住的真奈华人社团。安并跟当地女子结婚并组建家庭，还育有一女儿，名字是Jennifer（1952-）。
2015年5月中旬，Jennifer终于跟从未谋面的同父异母姊姊在北京团聚，了却安其邦的遗愿，中国媒体有对此专门报道。

## 影视形象
| 演員 | 作品       | 年份 | 类型 |
| 劉永 | 海軍突擊隊 | 1977 | 电影 |